# Armenia en los Juegos Europeos de Bakú 2015
Armenia participó en los Juegos Europeos de Bakú 2015 con una delegación de 25 deportistas. Responsable del equipo nacional fue el Comité Olímpico Nacional de Armenia, así como las federaciones deportivas nacionales de cada deporte con participación.

## Medallistas
El equipo de Armenia obtuvo las siguientes medallas:
| Nombre            | Deporte            | Competición |
| ----------------- | ------------------ | ----------- |
| Oro               |                    |             |
| —                 |                    |             |
| Plata             |                    |             |
| Migran Arutiunian | Lucha grecorromana | 66 kg M     |
| Bronce            |                    |             |
| —                 |                    |             |